# 인텔 iAPX 432
인텔 iAPX 432(Intel iAPX 432)은 1981년에 발표된 iAPX-432는 인텔최초의 32비트 프로세서이다. 세개의 칩으로 구성된 이 프로세서는 i8086과 호환성이 없고 새로운 아키텍처로 설계되었다.